# Censo chileno de 1843
El II Censo Nacional de Población realzado en Chile, fue organizado a partir del 1 de octubre de 1843, dispuesto por el gobierno de Manuel Bulnes, tras la reciente creación de la Oficina de Estadísticas. A partir de esto se tomaron todas las medidas legales y administrativas para facilitar la labor censal. Desde esa fecha, el Censo de Población ha sido la principal actividad de la Oficina. 
Sin embargo, la falta de preparación generó un completo fracaso. Muchos gobernadores y párrocos se negaron a responder la encuesta, de modo que fue imposible completar el cuadro de la población total del país, la que se estimó en 1 083 801 habitantes. Finalmente fue desestimado, y su información no fue considerada como oficial ni por la Oficina ni por ningún estamento público.